# 今井徹也
今井 徹也（いまい てつや、1943年 - ）は、日本の建築家。主に山口県で活動。

## 経歴
- 1963年、桑沢デザイン研究所卒業
- 1967年、日本大学短期大学部建築科卒業
- 1981年、建築設計事務所設立
- 1989年から1993年、山口芸術短期大学非常勤講師
- 2003年から、山口中村学園専門学校介護福祉専攻科非常勤講師

## 受賞等
- 1981年、社団法人山口県建築士会建築設計競技で、日本建築学会山口支所銀賞受賞
- 1992年、第1回山口県デザイン展で宮本常長賞受賞。同年、山口県芸術文化振興奨励賞美術部門受賞。桑沢同窓会桑沢地域賞受賞。
- 1994年、旧山口県立図書館書庫改築で、第3回BELCA賞BRB部門受賞。同年、第1回桑沢地域賞受賞
- 1995年、山口県県民住宅試作事業コンペティション最優秀賞
- 2008年、山口県文化功労賞美術部門受賞

## 代表作
- クリエイティブ・スペース赤れんが（旧山口県立図書館書庫） - 1991年
- 山口きらら博きららネットギャラリー - 2000年
- 山口市菜香亭 - 2002年（「山口建築設計フォーラム協同組合」としての受託案件）